# Mercedes-Benz W210
Mercedes-Benz W210 — автомобіль E-класу середнього розміру що прийшов на зміну Mercedes-Benz W124. У виробництві з 1995 по 2002 роки. Автомобіль випускався як седан (W210) і універсал (S210). Уперше Мерседес використовували новий елемент дизайну — роздвоєні передні фари. Цей E-клас був прозваний у народі «очкарік»,«лупатий».
Попри те, що W210 з'явився напередодні «найтемніших» років марки, він швидко став найпродаванішою моделлю Mercedes-Benz.

## Історія

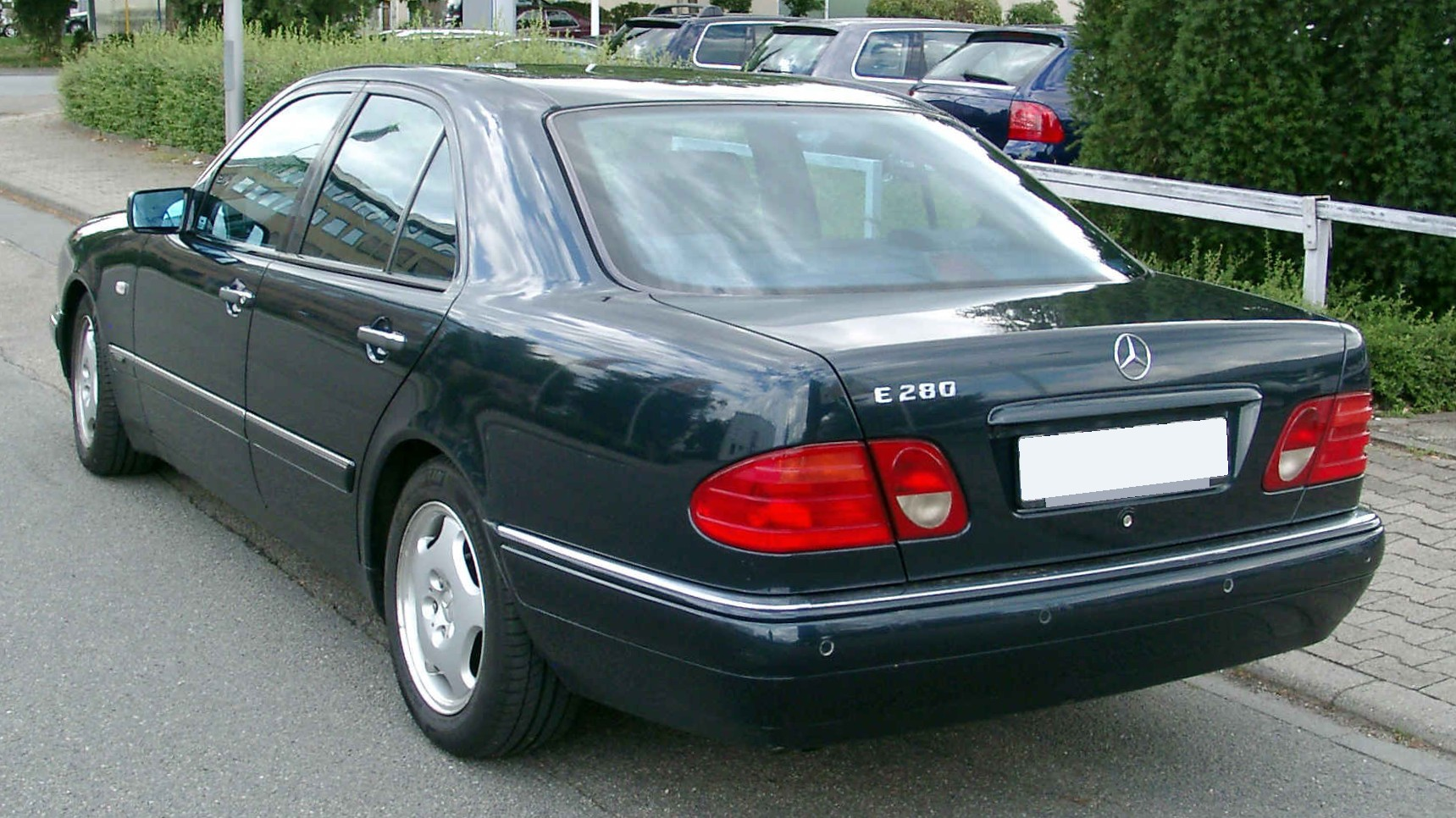
Mercedes-Benz W210 Avantgarde (1995—1999)

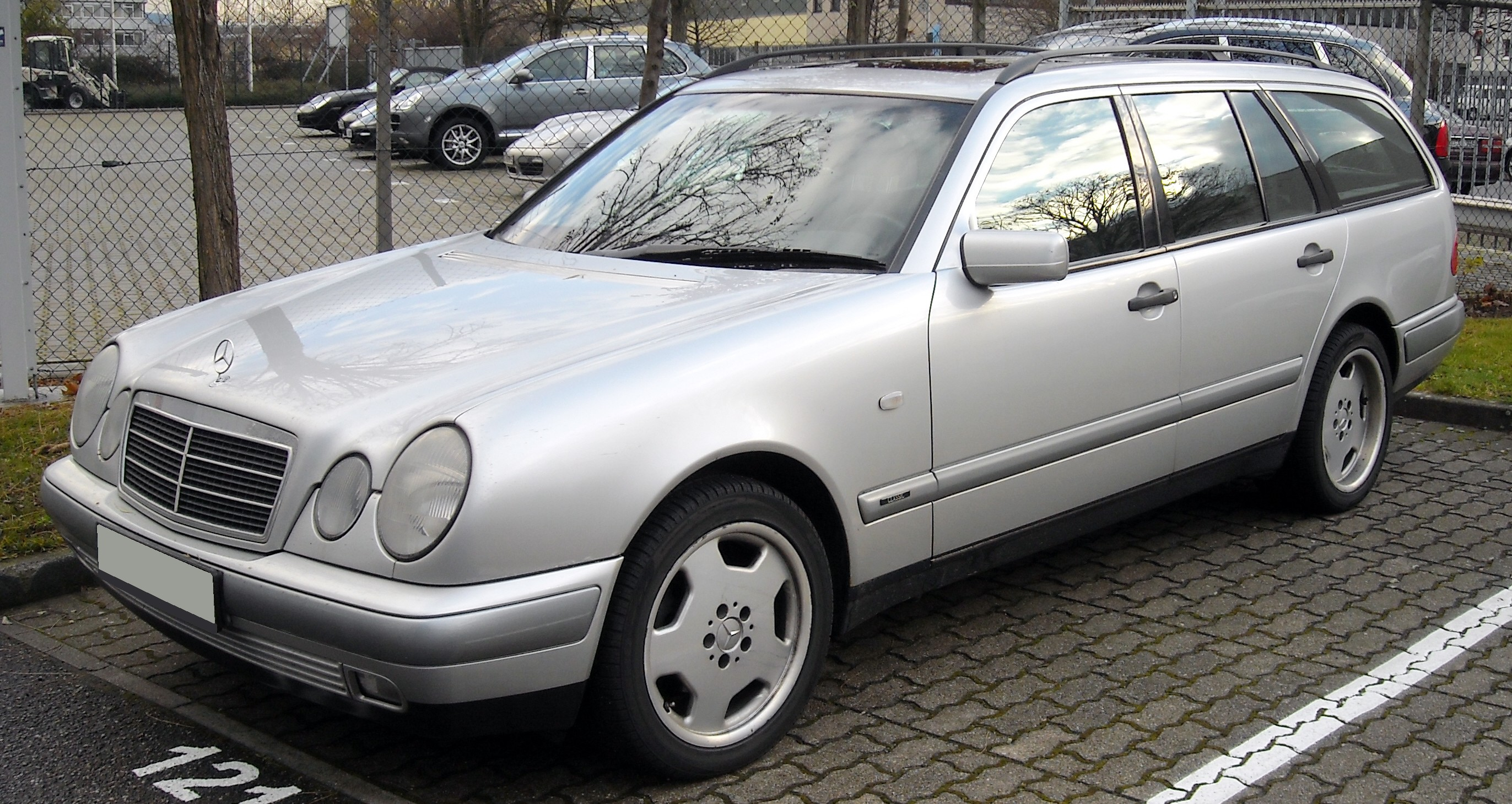
Mercedes S210 (1996—1999)

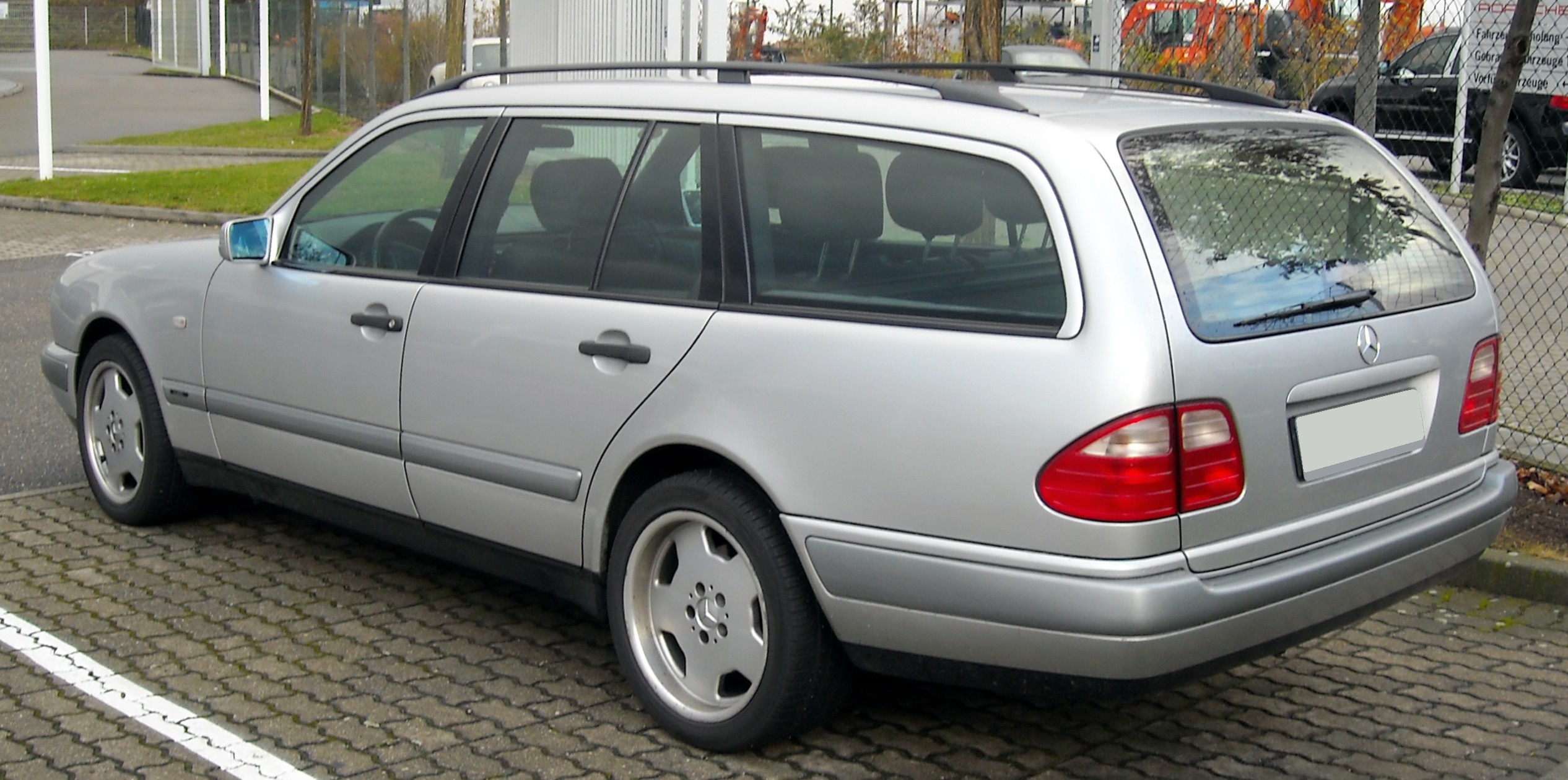
Mercedes S210 (1996—1999)

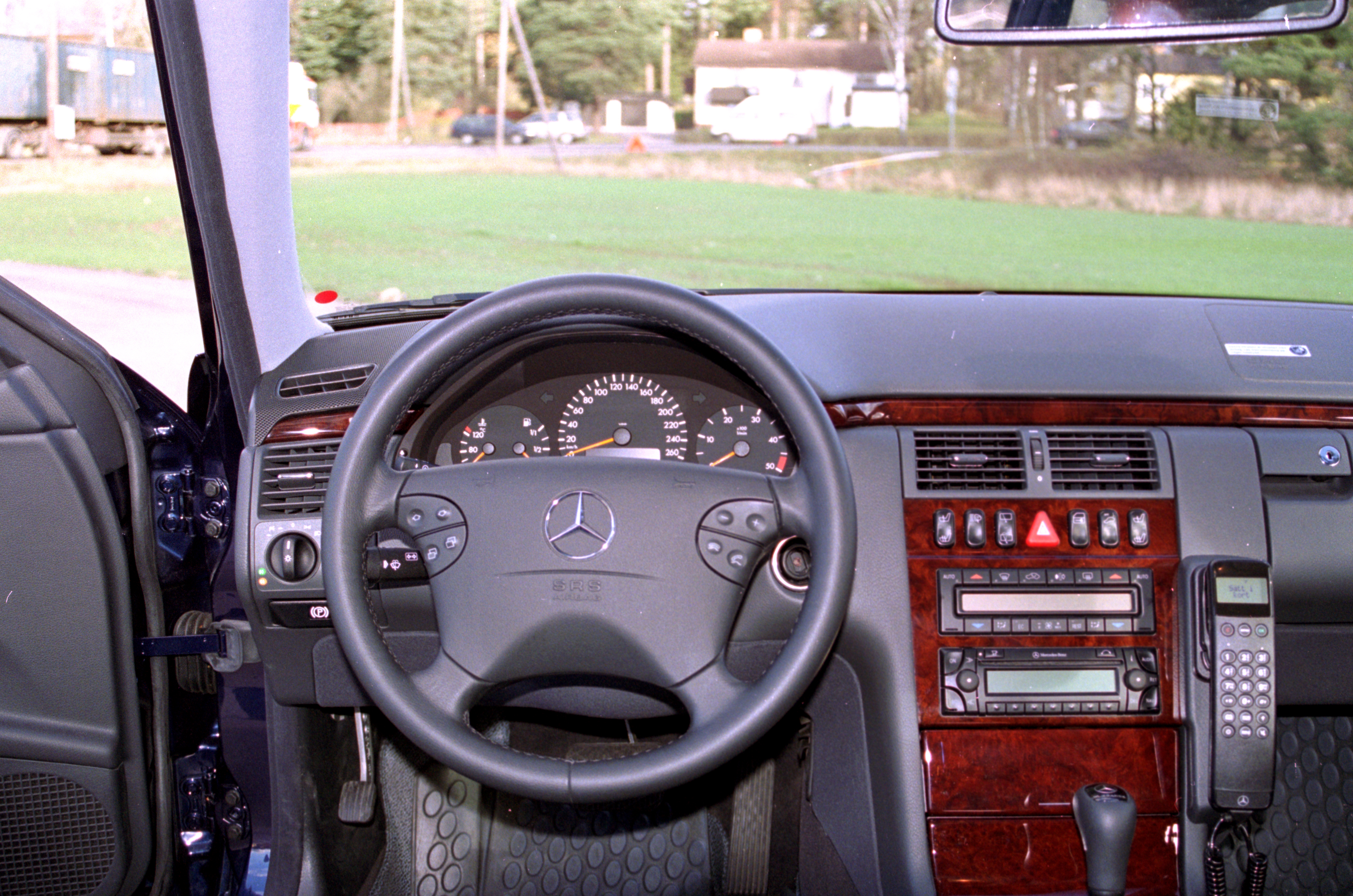
Салон

Прем'єра нового «сімейства» E-класу W210 відбулася 23 червня 1995 року. Автомобіль замінив W124-му Е-класу. Хоча автомобіль після недавнього оновлення в 1993 році залишався популярний, все-таки Mercedes випускав вже застарілу машину. Новий W210 хоч і нагадував геометрію попередника, але по суті був зовсім іншим автомобілем.
Автомобіль зі своєю неординарною «Чотириокою зовнішністю» викликало неоднозначну реакцію, адже Mercedes нечасто повністю змінює свої моделі і вже тим більше так кардинально їхній дизайн. У більшості шанувальників марки новий вигляд викликав захват, але консервативно налаштовані споживачі (чимале число яких складають таксисти всіх європейських країн) визнали, що новий «210-й» E-класу став аж надто екстравагантним не тільки зовні, але і в технічному рішенні, втративши тим самим дещицю своєї солідності і надійності.
Уперше на машинах цього класу застосовано рейкове рульове керування, датчик дощу і забруднення зовнішнього повітря, система Parktronic і т. д. Але найзнаменитіший, мабуть, кілька це, скільки його переднє чотирифарне оформлення, тим самому «окатий мерседес» не тільки приніс новий фірмовий стиль всім моделям на наступне десятиліття, але і зміг створити конкуренцію навіть W140-му S-класу. Більш того, W210-й Мабуть, єдиний з новинок фірми другої половини 1990-х що не мав репутацію поганої якості і надійності.
У березні 1996 року з'явився «Чотириокий» універсал S210, що має великий багажник і має від 5 до 7 посадкових місць.
Автомобіль мав три лінії виконання, починаючи від стандартного Classic, розкішного Elegance і спортивного Avantgarde. Модельний ряд відкрився в 1995 році дизельними E220 і Е300 Diesel і бензини E200, E230, E280 і E320. У 1996 році до них додалися E290 Turbodiesel і флагманська E420 з V8. У 1997-м стався перший технологічний ривок заміною старих рядних шестициліндрових двигунів на нові алюмінієві V6 з ЕБУ на E280 і E320 а також нова модель E240. У тому ж році, дизельна E300 Diesel була замінена на E300 Turbodiesel. У 1998 році завершився випуск E230 і E420, E430 останню замінила. У 1998-му також сталася друга технічна революція — нові дизельні двигуни c Common Rail, моделями E200 CDI і E220 CDI, остання замінила Е220 Diesel. У грудні 1996 року з'явилася версія Е280 4-Matic, яку збирали на заводі Steyr-Puch в Австрії. У 1999 році автомобіль піддався капітальному оновленню, вході якого він отримав нові задні ліхтарі, бампери і деякі інші косметичні деталі, а також оновлений пакет приладів включаючи GPS-приймач і ін Модельний ряд також зазнали зміни завершився випуск останніх класичних дизельних моделей E290 і E300 Turbodiesel. Їх замінили E270 CDI (Р5) і E320 CDI (Р6). Остання зміна відбулася у 2000 році, двигун E200 допрацювали нагнітачем (він же компресор) утворивши модель E200 Kompressor. Всі двигуни, включаючи дизелі, оснащені чотирма клапанами на циліндр.
Крім цього офіційний тюнер AMG представив одразу три моделі для W210: E36 AMG з Р6 (1995—1997), E50 AMG (1997) c V8 й рідкісна E60 AMG на спецзамовлення. У 1998 році з'явилася E55 AMG яка і після придбання тюнера в 1999 році залишилася незмінна аж до завершення виробництва. На відміну від попередників, Mercedes-Benz вважав краще запустити купе і кабріолет на базі W202-го С-класу сформував CLK-клас, але, тим не менше, автомобіль W208 був стилізований під W210-й Е-клас з аналогічним 4-фарним оформленням. Випуск седана W210 завершився у 2002 році (універсалу у 2003-м).
У 1999 році інженери піддали W210 E-класу невеликому рестайлінгу. Зовні обновку можна дізнатися за вказівниками поворотів, імплантованим в зовнішні дзеркала, як це зроблено на нових моделях Mercedes S-і C-класів. Крім того, несуттєвим змінам піддалися форма задніх ліхтарів, облицювання радіатора і самі фари. Набагато більше впадає в очі новий псевдоспортивні передній бампер, що додав W210 якоїсь агресивності. Сама ж істотна «ревізія» торкнулася інтер'єру E-класу — інженери Mercedes переглянули 1800 деталей, хоча в очі це не впадає.
У листопаді 2001 року Mercedes припинив випуск автомобілів кузовного сімейства W210.

Зовнішній вигляд
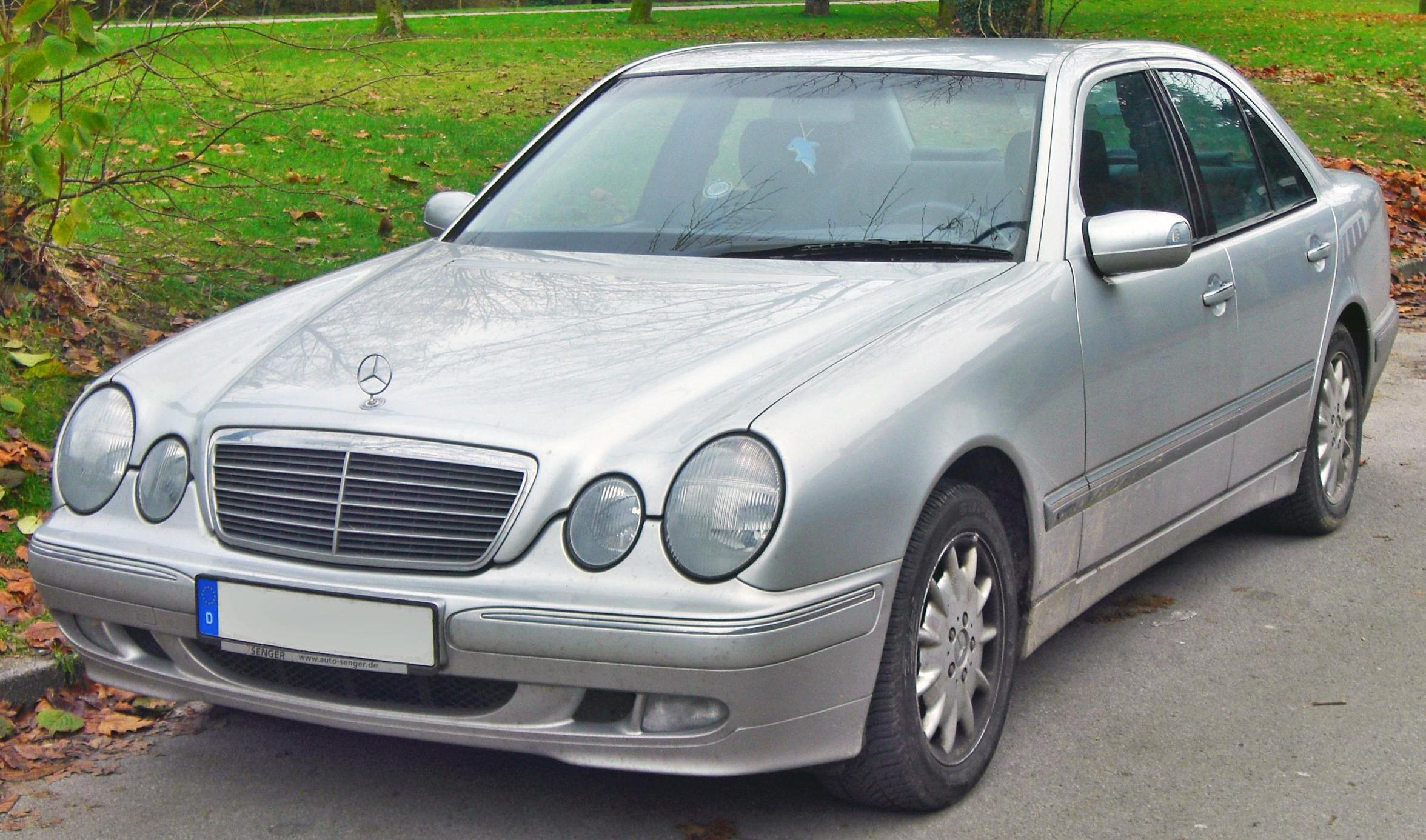
Mercedes-Benz W210 Elegance (1999—2002)
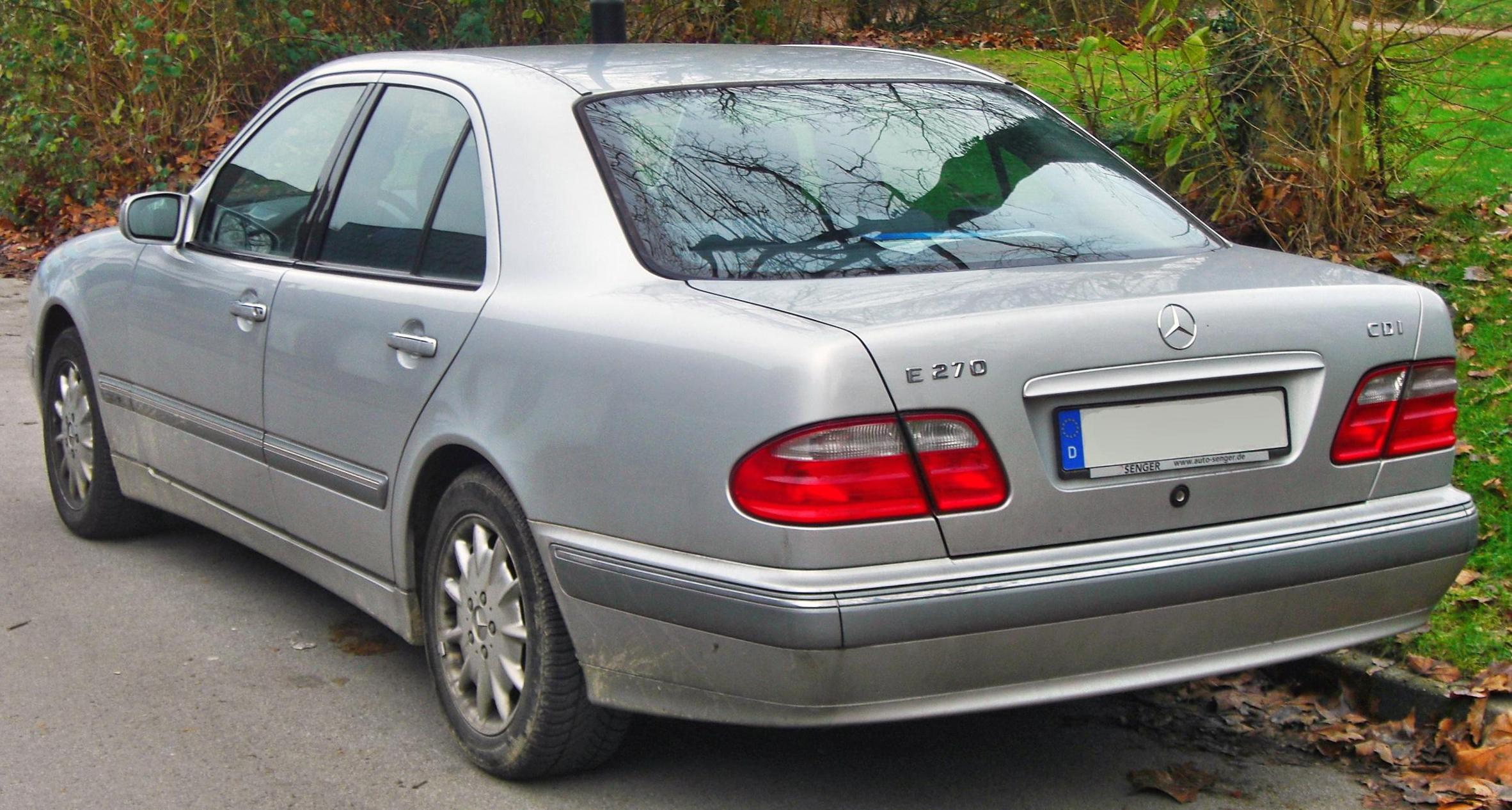
Mercedes-Benz W210 Elegance (1999—2002)
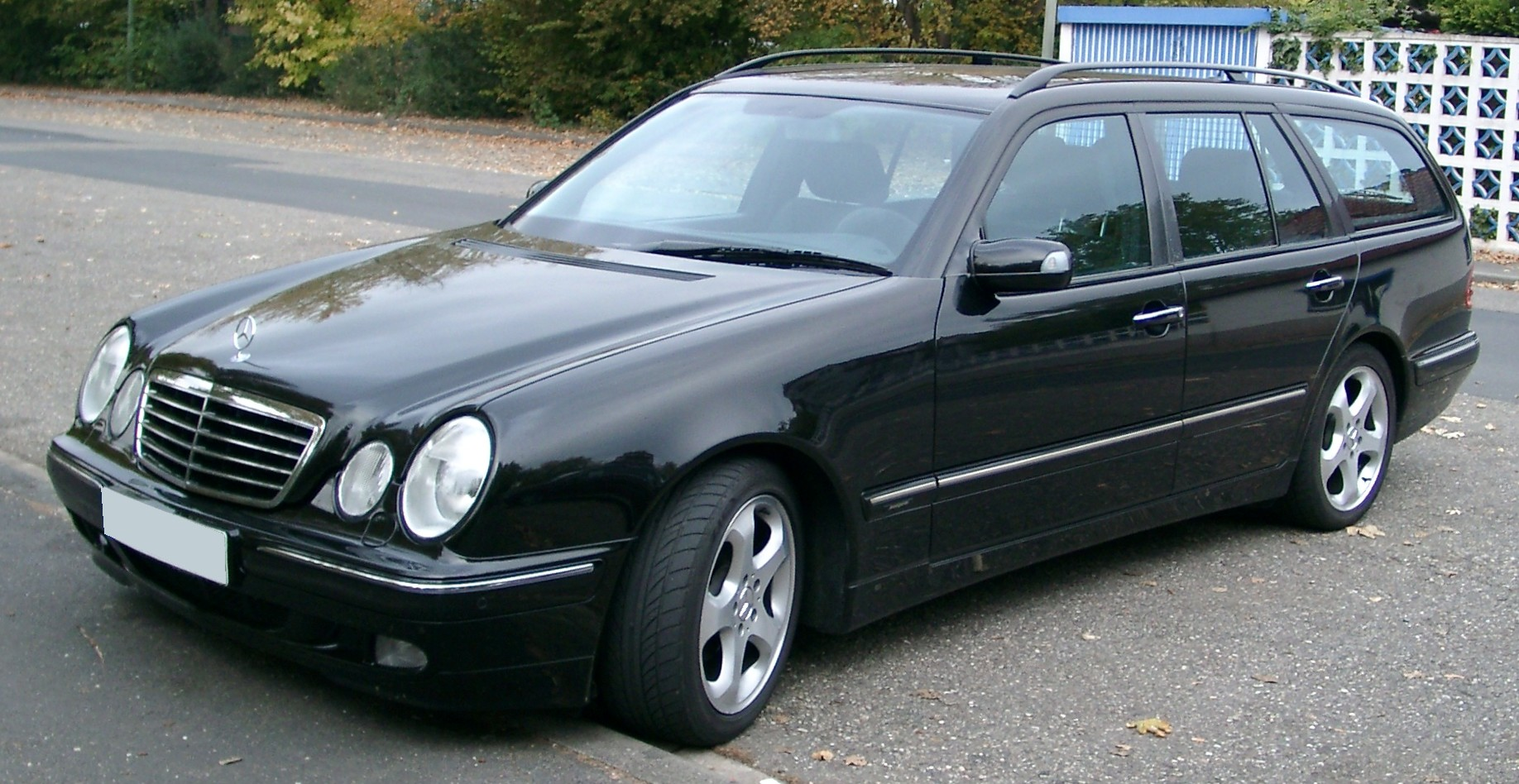
Mercedes-Benz S210 Avantgarde (1999—2003)
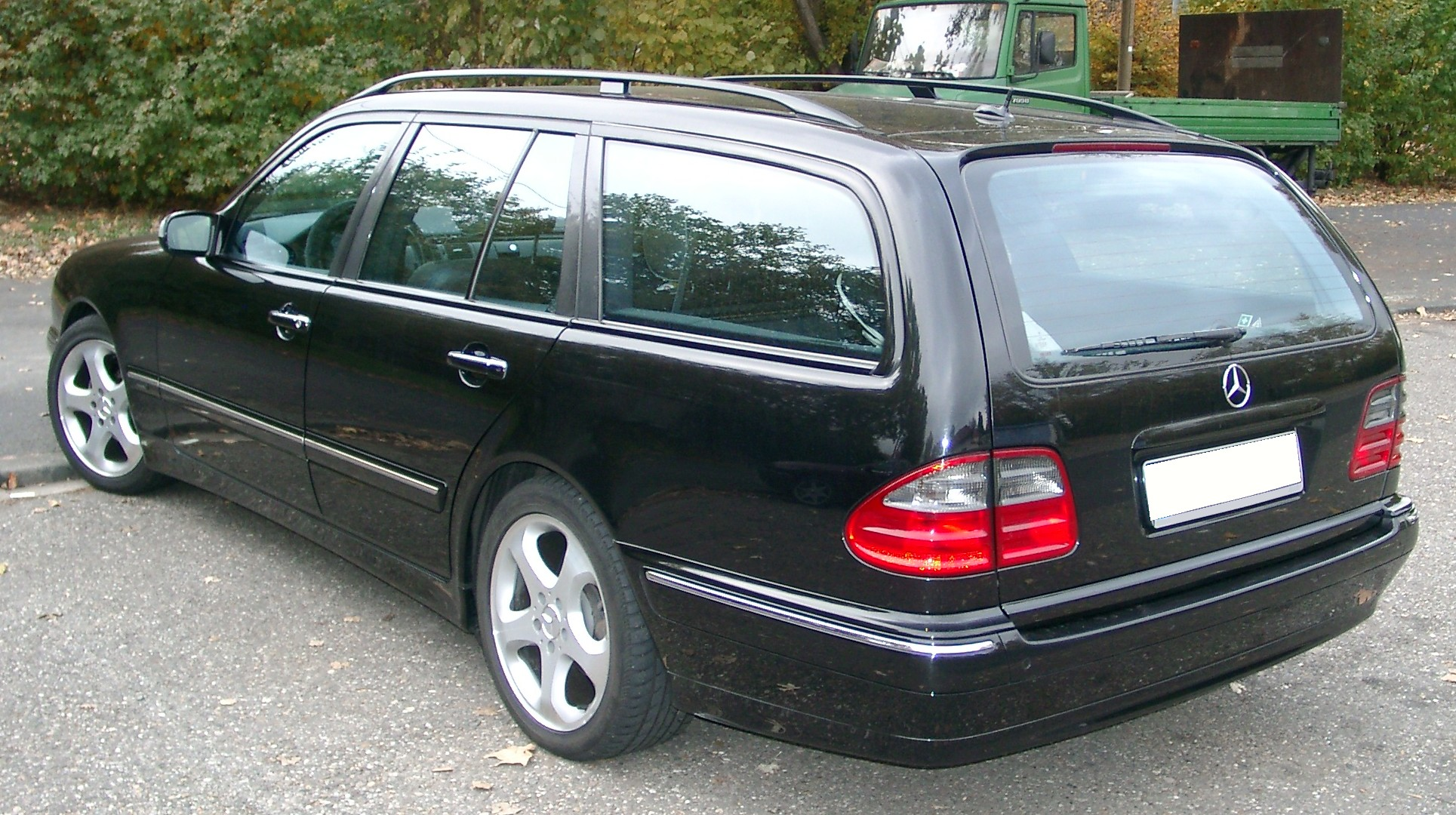
Mercedes-Benz S210 Avantgarde (1999—2003)
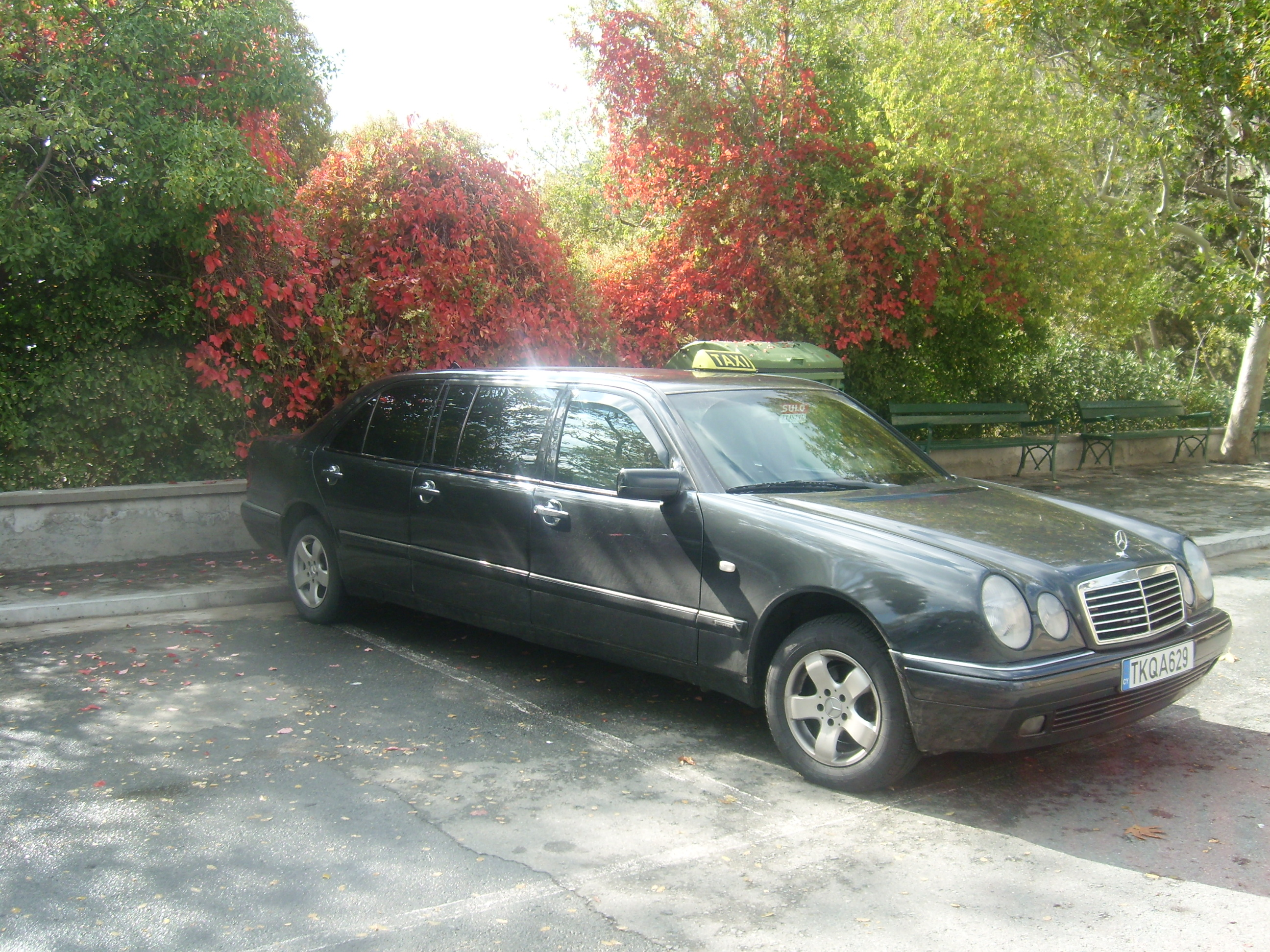
Mercedes-Benz W210 6 дверей

Салон W210
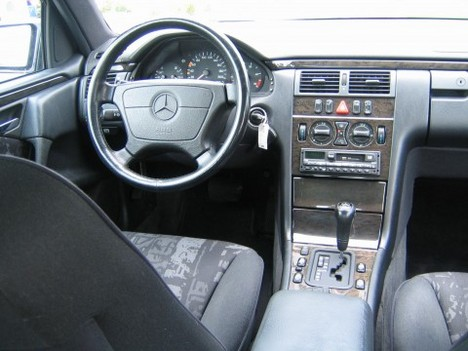
W210 Avantgarde
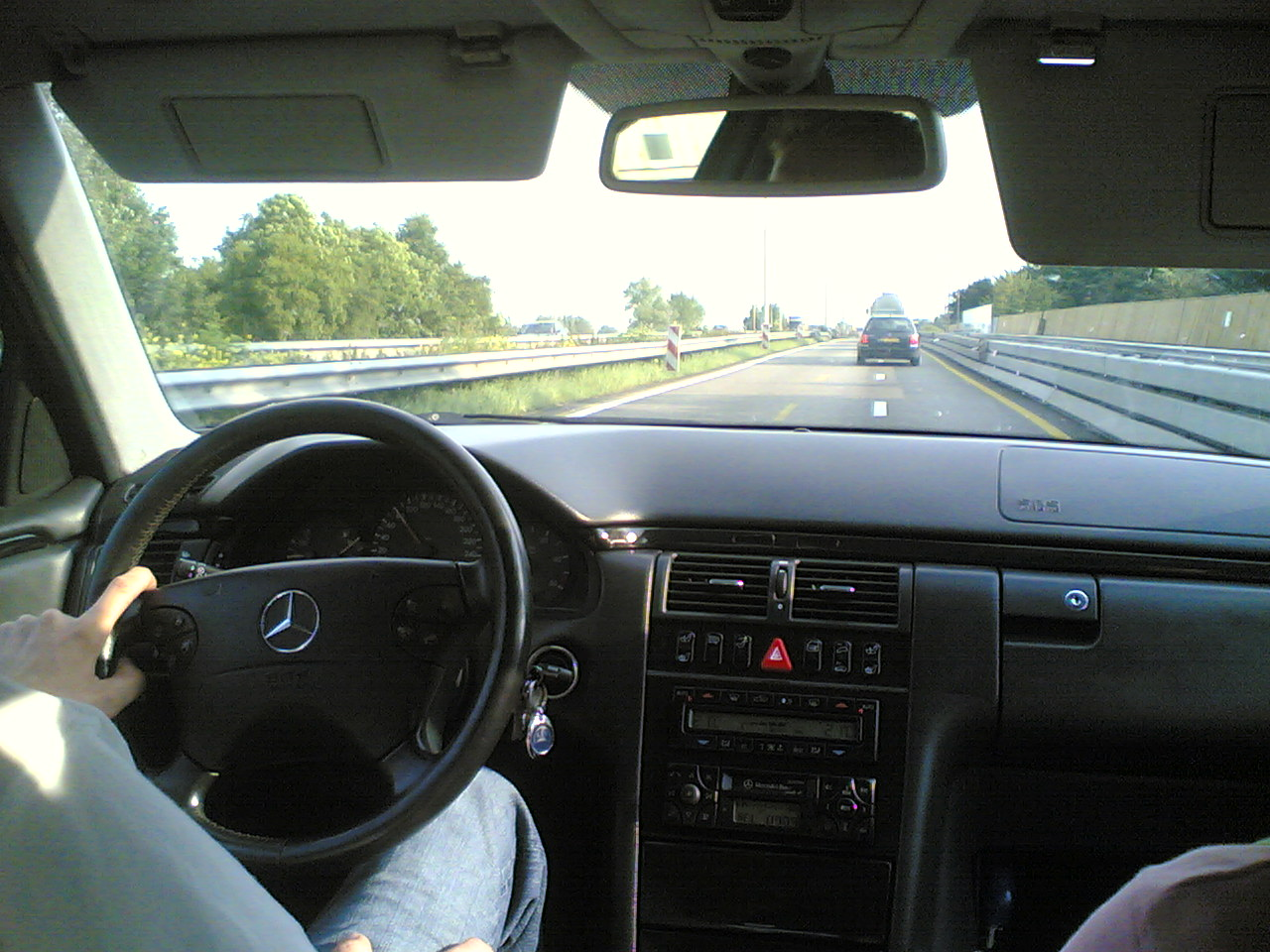
Interieur W210
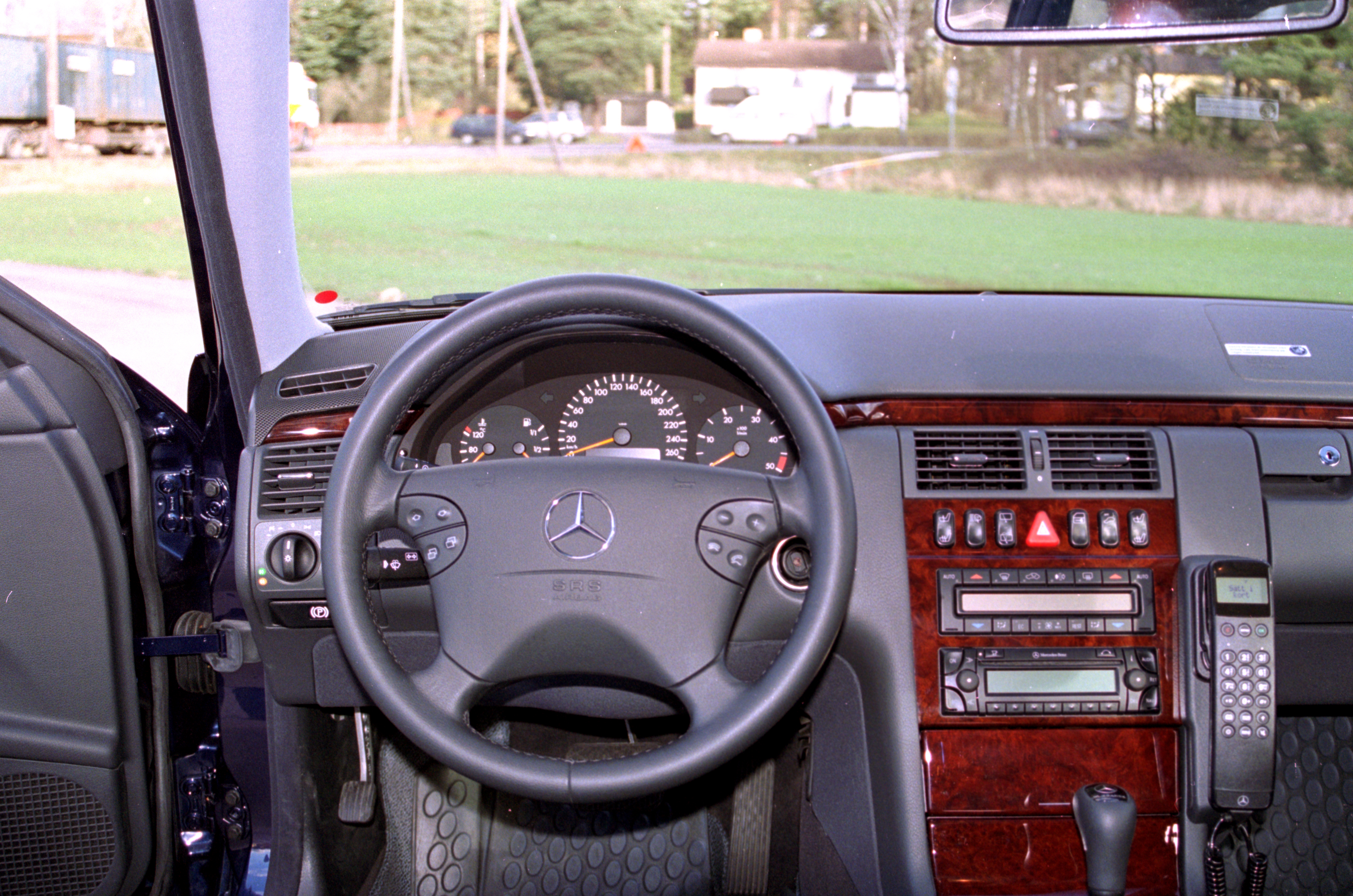
MercedesW210 E270
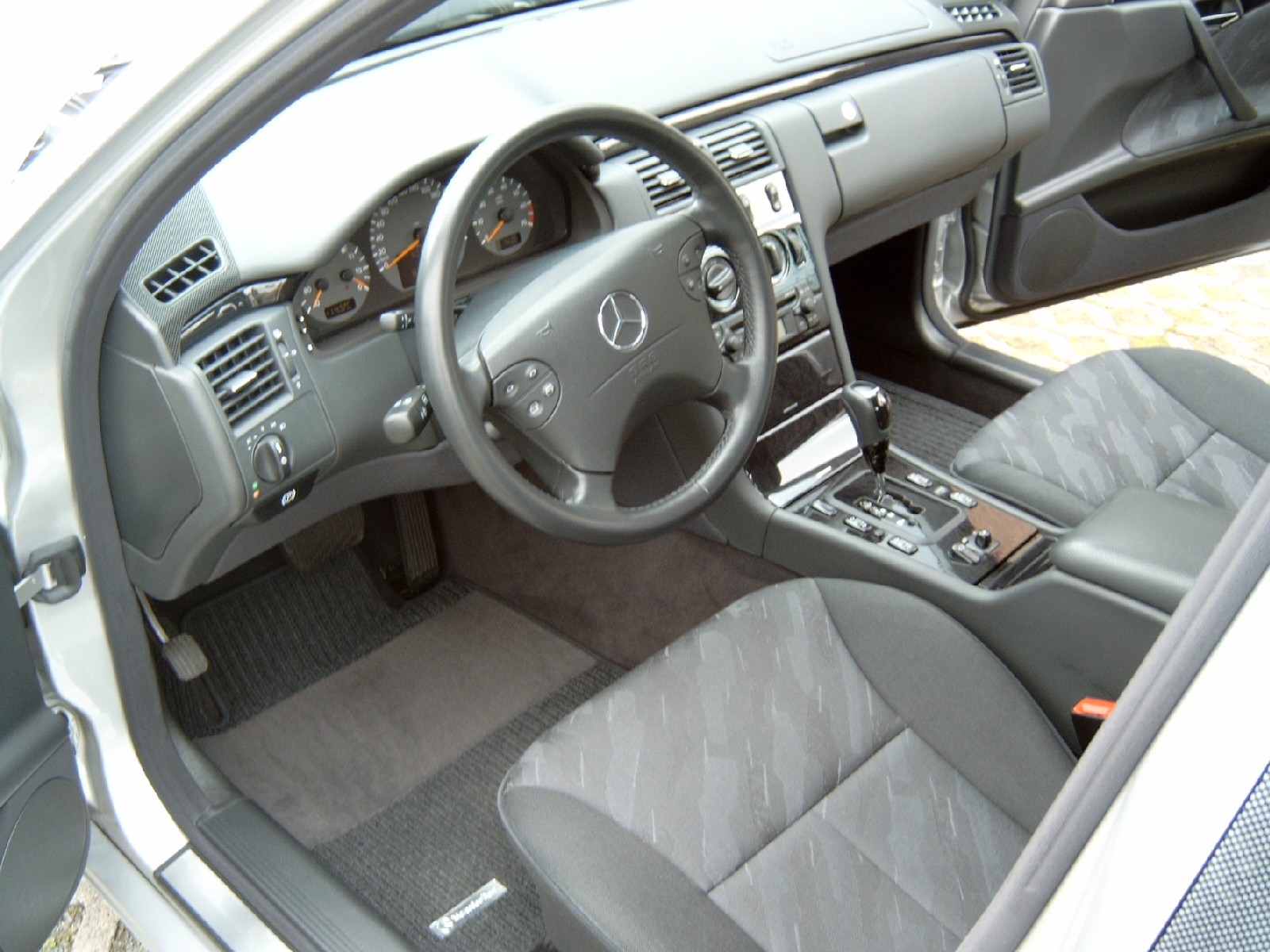
E 200 Kompressor W210
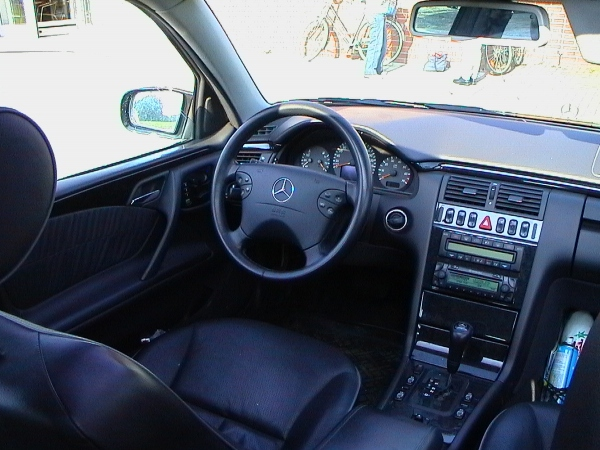
W210

## Двигуни
Спочатку модельний ряд складався з вже існуючих двигунів, які стояли на останніх автомобілях його попередника. У момент запуску модельний ряд складався з двох дизельних E220 Diesel і E300 Diesel (мотори OM602 і OM606 відповідно до компонування Р4 і Р6), двома чотирициліндровими бензинами M111 (E200 і E230) і двома з шестициліндровими M104 E280 і E320. На базі останній, тоді ще незалежна фірма AMG вже готовий автомобіль переробляла в спортивний E36 AMG.
У 1996 році ряд поповнила популярна модель з 5-ма циліндрами і турбонаддувом E290 Turbodiesel. А також флагманська з мотором V8 М119 E420. Слід зауважити, що на відміну від попередника, контракт з Porsche на збірку 8-циліндрових автомобілів був завершений, і E420 вже була як частина стандартного випуску. AMG на цій моделі аналогічно побудувала свою версію E50 AMG. Хоча Mercedes-Benz відмовився випускати W210 з великою версією M119 (5.0 літрів), AMG, через однаковий об'єм блоку циліндрів, на спецзамовлення могла поставити циліндри і поршні від великої вісімки. Такі моделі, E60 AMG, робилися тільки вже на приватних автомобілях. Також в 1996 році з'явився універсал S210.
Починаючи з 1997 року Mercedes-Benz почав впроваджувати цілий ряд двигунів нового покоління, і улюблені «рядні шестірки» M104 були замінені на V6 M112. Обсяги залишилися колишніми, E280 і E320, але до них додалася і версія E240 (в результаті випуск четвірки E230 завершився). А дизельний E300 Diesel був замінений на потужніший E300 Turbodiesel, що відрізнявся турбонаддувом. Наступний 1998 рік приніс капітальні зміни в модельний ряд. Це насамперед торкнулося дизельних моделей, які отримали нову систему загального живлення магістралі (Common Rail-DirekteInspritzung або CDI), з двома моделями двигуна «рядної четвірки» ОМ611 (E200 CDI і E220 CDI), п'ятірки OM612 E270 CDI і шістки OM613 E320 CDI. Однак через комплектної експлуатації таких двигунів, старі турбінні випускалися паралельно до 1999 року. 1998 також приніс зміни і в флагманському секторі, замість M119 E420, з'явилася модель Е430 з М113. Хоча W210 ще не отримав повної 5-літрової версії двигуна, AMG був придбаний Daimler-Benz'ом, і, аналогічно версії E60 AMG, побудував, вже як офіційний виробник, автомобіль E55 AMG, який замінив одразу всі три попередні моделі.
У 1999 році автомобіль отримує капітальне оновлення, в ході якого було усунуто багато дефектів зборки, а також підвищено потужність цілого ряду двигунів. Остання зміна відбулася у 2000 році, коли на M111 моделі E200 був поставлений нагнітач, автомобіль отримав назву E200 Kompressor. А у 2002 році вже завершився випуск седанів (універсалів у 2003-му).

### Бензинові
| Модель | Заводський номер | Двигун (код)                | Об'єм (cm³) | Конфігурація двигуна | Потужність при об/хв     | Крутний момент Нм при об/хв | Вага (кг)  | Швидкість (км/год)        | Розгін 0—100 км/год (с) | Витрата палива (л/100 км) | Роки виробництва |
| 4 циліндри | 4 циліндри       | 4 циліндри                  | 4 циліндри  | 4 циліндри           | 4 циліндри               | 4 циліндри                  | 4 циліндри | 4 циліндри                | 4 циліндри              | 4 циліндри                | 4 циліндри       |
| --- | ---------------- | --------------------------- | ----------- | -------------------- | ------------------------ | --------------------------- | ---------- | ------------------------- | ----------------------- | ------------------------- | ---------------- |
| E 200 | 210.035          | M 111 E 20 (111.942HFM)     | 1998        | R4                   | 100 кВт (136 к. с.)/5500 | 190/4000                    | 1440       | 205                       | 11,4                    | 9,1                       | 05/95—05/96      |
| E 200 | 210.035          | M 111 E 20 (111.942HFM)     | 1998        | R4                   | 100 кВт (136 к. с.)/5500 | 190/ 3700—4500              | 1440       | 205                       | 11,4                    | 9,1                       | 06/96—07/99      |
| E 200 | 210.035          | M 111 E 20 (111.942HFM)     | 1998        | R4                   | 100 кВт (136 к. с.)/5500 | 190/ 3700—4500              | 1510       | 209                       | 10,8                    | 9,3                       | 07/99—06/00      |
| E 200 Kompressor1 | 210.045          | M 111 E 20 ML (111.947ME)   | 1998        | R4                   | 132 кВт (180 к. с.)/5400 | 250/ 2500—4800              | 1495       | ?                         | ?                       | ?                         | 06/95—07/96      |
| E 200 Kompressor1 | 210.045          | M 111 E 20 ML (111.947ME)   | 1998        | R4                   | 137 кВт (186 к. с.)/5300 | 260/ 2500—4800              | 1510       | 231                       | 8,9                     | 9,9                       | 08/97—07/99      |
| E 200 Kompressor1 | 210.045          | M 111 E 20 ML (111.947ME)   | 1998        | R4                   | 137 кВт (186 к. с.)/5300 | 260/ 2500—4800              | 1580       | 232                       | 9,5                     | 9,6                       | 07/99—06/00      |
| E 200 Kompressor1 | 210.045          | M 111 E 20 ML (111.947ME)   | 1998        | R4                   | 141 кВт (192 к. с.)/5300 | 270/ 2500—4800              | 1510       | 231                       | 8,9                     | 9,9                       | 08/97—07/99      |
| E 200 Kompressor1 | 210.045          | M 111 E 20 ML (111.947ME)   | 1998        | R4                   | 141 кВт (192 к. с.)/5300 | 270/ 2500—4800              | 1580       | 232                       | 9,5                     | 9,6                       | 07/99—06/00      |
| E 200 Kompressor | 210.048          | M 111 E 20 EVO ML (111.957) | 1998        | R4                   | 120 кВт (163 к. с.)/5300 | 270/ 2500—4800              | 1540       | 222                       | 9,7                     | 8,9                       | 05/00—03/02      |
| E 230 | 210.037          | M 111 E 23 (111.970HFM)     | 2295        | R4                   | 110 кВт (150 к. с.)/5400 | 220/ 3700—4500              | 1450       | 215                       | 10,5                    | 8,3                       | 05/95—06/98      |
| 6 циліндрів |                  |                             |             |                      |                          |                             |            |                           |                         |                           |                  |
| E 240 | 210.061          | M 112 E 24 (112.911ME)      | 2398        | V6                   | 125 кВт (170 к. с.)/5900 | 225/ 3000—5000              | 1500       | 223                       | 9,6                     | 10,3                      | 08/97—07/99      |
| E 240 | 210.061          | M 112 E 24 (112.911ME)      | 2398        | V6                   | 125 кВт (170 к. с.)/5900 | 225/ 3000—5000              | 1580       | 224                       | 9,8                     | 10,8                      | 07/99—05/00      |
| E 240 | 210.062          | M 112 E 26 (112.914)        | 2597        | V6                   | 125 кВт (170 к. с.)/5500 | 240/4500                    | 1590       | 229                       | 9,3                     | 10,8                      | 05/00—03/02      |
| E 280 | 210.053          | M 104 E 28 (104.945HFM)     | 2799        | R6                   | 142 кВт (193 к. с.)/5500 | 270/3750                    | 1570       | 230                       | 8,6                     | 10,4                      | 12/95—03/97      |
| E 36 AMG | 210.053          | M 104 E 36 (104.945HFM)     | 3606        | R6                   | 206 кВт (280 к. с.)/5750 | 385/4000—4750               | 1610       | 250 (електронно обмежена) | 6,7                     | ?                         | 12/95—03/97      |
| E 280 | 210.063          | M 112 E 28 (112.921ME)      | 2799        | V6                   | 150 кВт (204 к. с.)/5700 | 270/ 3000—5000              | 1540       | 234                       | 8,5                     | 10,6                      | 03/97—07/99      |
| E 280 | 210.063          | M 112 E 28 (112.921ME)      | 2799        | V6                   | 150 кВт (204 к. с.)/5700 | 270/ 3000—5000              | 1540       | 230                       | 8,9                     | 10,8                      | 07/99—03/02      |
| E 280 4MATIC | 210.081          | M 112 E 28 (112.921ME)      | 2799        | V6                   | 150 кВт (204 к. с.)/5700 | 270/ 3000—5000              | 1650       | 223                       | 9,1                     | 11                        | 02/97—07/99      |
| E 280 4MATIC | 210.081          | M 112 E 28 (112.921ME)      | 2799        | V6                   | 150 кВт (204 к. с.)/5700 | 270/ 3000—5000              | 1720       | 223                       | 9,4                     | 11,2                      | 07/99—03/02      |
| E 320 | 210.055          | M 104 E 32 (104.995HFM)     | 3199        | R6                   | 162 кВт (220 к. с.)/5500 | 315/3850                    | 1600       | 235                       | 7,8                     | 10,4                      | 12/95—03/97      |
| E 320 | 210.065          | M 112 E 32 (112.941ME)      | 3199        | V6                   | 165 кВт (224 к. с.)/5600 | 315/ 3000—4800              | 1580       | 238                       | 7,7                     | 10,3                      | 03/97—07/99      |
| E 320 | 210.065          | M 112 E 32 (112.941ME)      | 3199        | V6                   | 165 кВт (224 к. с.)/5600 | 315/ 3000—4800              | 1630       | 238                       | 7,9                     | 10,3                      | 07/99—03/02      |
| E 320 4MATIC | 210.082          | M 112 E 32 (112.941ME)      | 3199        | V6                   | 165 кВт (224 к. с.)/5600 | 315/ 3000—4800              | 1670       | 234                       | 8                       | 11,1                      | 02/97—07/99      |
| E 320 4MATIC | 210.082          | M 112 E 32 (112.941ME)      | 3199        | V6                   | 165 кВт (224 к. с.)/5600 | 315/ 3000—4800              | 1720       | 234                       | 8,3                     | 11,1                      | 07/99—03/02      |
| 8 циліндрів |                  |                             |             |                      |                          |                             |            |                           |                         |                           |                  |
| E 420 | 210.072          | M 119 E 42 (119.940)        | 4196        | V8                   | 205 кВт (279 к. с.)/5700 | 400/3900                    | 1615       | 250 (обмежена електронно) | 7                       | 10,6                      | 02/96—02/98      |
| E 50 AMG | 210.072          | M 119 E 50 (119.985)        | 4973        | V8                   | 255 кВт (347 к. с.)/5750 | 480/ 3750—4250              | 1675       | 250 (обмежена електронно) | 6,2                     | 11,6                      | 01/96—08/97      |
| E 60 AMG | 210.072          | M 119 E 60 (119.985)        | 5956        | V8                   | 280 кВт (381 к. с.)/5500 | 580/3750                    | 1715       | 250 (обмежена електронно) | 5,1                     | ?                         | 96—98            |
| E 60 AMG 6.3 | 210.072          | M 119 E 60 (119.985)        | 6298        | V8                   | 298 кВт (405 к. с.)/5500 | 616/3600                    | 1715       | 250 (обмежена електронно) | 5,0                     | ?                         | 96—98            |
| E430 | 210.070          | M 113 E 43 (113.940ME)      | 4266        | V8                   | 205 кВт (279 к. с.)/5750 | 400/ 3000—4000              | 1650       | 250 (обмежена електронно) | 6,6                     | 11,3                      | 08/97—07/99      |
| E430 | 210.070          | M 113 E 43 (113.940ME)      | 4266        | V8                   | 205 кВт (279 к. с.)/5750 | 400/ 3000—4000              | 1680       | 250 (обмежена електронно) | 6,6                     | 10,8                      | 07/99—03/02      |
| E 430 4MATIC | 210.083          | M 113 E 43 (113.940ME)      | 4266        | V8                   | 205 кВт (279 к. с.)/5750 | 400/ 3000—4000              | 1770       | 250 (обмежена електронно) | 6,8                     | 12,3                      | 07/99—03/02      |
| E 55 AMG | 210.074          | M 113 E 55 (113.980ME)      | 5439        | V8                   | 260 кВт (354 к. с.)/5500 | 530/3000                    | 1710       | 250 (обмежена електронно) | 5,7                     | 12,1                      | 10/97—03/02      |
| E 55 AMG 4MATIC | 210.083          | M 113 E 55 (113.980ME)      | 5439        | V8                   | 260 кВт (354 к. с.)/5500 | 530/3000                    | 1800       | 250 (обмежена електронно) | 5,8                     | ?                         | 07/99—03/02      |
| 1 Ця модель (E 240 T) була доступна лише в Греції, Італії, Португалії, Туреччині, Болгарії, Хорватії, Македонії та Угорщині. Показники продуктивності вказані для стандартної трансмісії. У Бельгії продається версія E 240 T з обмеженою потужністю (120 кВт/163 к. с.) з 1997 по 2000 рік. |                  |                             |             |                      |                          |                             |            |                           |                         |                           |                  |

| Модель | Заводський номер | Двигун (код)                | Об'єм (cm³) | Конфігурація двигуна | Потужність при об/хв     | Крутний момент Нм при об/хв | Вага (кг)  | Швидкість (км/год)        | Розгін 0—100 км/год (с) | Витрата палива (л/100 км) | Роки виробництва |
| 4 циліндри | 4 циліндри       | 4 циліндри                  | 4 циліндри  | 4 циліндри           | 4 циліндри               | 4 циліндри                  | 4 циліндри | 4 циліндри                | 4 циліндри              | 4 циліндри                | 4 циліндри       |
| --- | ---------------- | --------------------------- | ----------- | -------------------- | ------------------------ | --------------------------- | ---------- | ------------------------- | ----------------------- | ------------------------- | ---------------- |
| E 200 T | 210.235          | M 111 E 20 (111.942HFM)     | 1998        | R4                   | 100 кВт (136 к. с.)/5500 | 190 3700—4500               | 1560       | 198                       | 12,2                    | 9,4                       | 06/96—07/99      |
| E 200 T | 210.235          | M 111 E 20 (111.942HFM)     | 1998        | R4                   | 100 кВт (136 к. с.)/5500 | 190 3700—4500               | 1610       | 198                       | 11                      | 9,6                       | 07/99—06/00      |
| E 200 Kompressor T1 | 210.245          | M 111 E 20 ML (111.947ME)   | 1998        | R4                   | 137 кВт (186 к. с.)/5300 | 260/ 2500—4800              | 1620       | 225                       | 9,1                     | 10                        | 08/97—07/99      |
| E 200 Kompressor T1 | 210.245          | M 111 E 20 ML (111.947ME)   | 1998        | R4                   | 137 кВт (186 к. с.)/5300 | 260/ 2500—4800              | 1620       | 223                       | 9,9                     | 10                        | 07/99—06/00      |
| E 200 Kompressor T1 | 210.245          | M 111 E 20 ML (111.947ME)   | 1998        | R4                   | 141 кВт (192 к. с.)/5300 | 270/ 2500—4800              | 1620       | 225                       | 9,1                     | 10                        | 08/97—07/99      |
| E 200 Kompressor T1 | 210.245          | M 111 E 20 ML (111.947ME)   | 1998        | R4                   | 141 кВт (192 к. с.)/5300 | 270/ 2500—4800              | 1620       | 223                       | 9,9                     | 10                        | 07/99—06/00      |
| E 200 Kompressor T | 210.248          | M 111 E 20 EVO ML (111.957) | 1998        | R4                   | 120 кВт (163 к. с.)/5300 | 270/ 2500—4800              | 1640       | 218                       | 10,2                    | 9,3                       | 05/00—12/02      |
| E 230 T | 210.237          | M 111 E 23 (111.970HFM)     | 2295        | R4                   | 110 кВт (150 к. с.)/5400 | 220/ 3700—4500              | 1570       | 208                       | 11,2                    | 9,5                       | 04/96—06/98      |
| 6 циліндрів |                  |                             |             |                      |                          |                             |            |                           |                         |                           |                  |
| E 240 T | 210.261          | M 112 E 24 (112.911ME)      | 2398        | V6                   | 125 кВт (170 к. с.)/5900 | 225/ 3000—5000              | 1590       | 216                       | 10,5                    | 10,7                      | 08/97—07/99      |
| E 240 T | 210.261          | M 112 E 24 (112.911ME)      | 2398        | V6                   | 125 кВт (170 к. с.)/5900 | 225/ 3000—5000              | 1670       | 215                       | 10,7                    | 11,2                      | 07/99—05/00      |
| E 240 T | 210.262          | M 112 E 26 (112.914)        | 2597        | V6                   | 125 кВт (170 к. с.)/5500 | 240/4500                    | 1680       | 219                       | 9,5                     | 11,8                      | 05/00—12/02      |
| E 280 T | 210.263          | M 112 E 28 (112.921ME)      | 2799        | V6                   | 150 кВт (204 к. с.)/5700 | 270/ 3000—5000              | 1700       | 225                       | 9,5                     | 11,3                      | 07/99—06/00      |
| E 280 T | 210.263          | M 112 E 28 (112.921ME)      | 2799        | V6                   | 150 кВт (204 к. с.)/5700 | 270/ 3000—5000              | 1700       | 223                       | 9,2                     | 11,5                      | 06/00—12/02      |
| E 280 4MATIC T | 210.281          | M 112 E 28 (112.921ME)      | 2799        | V6                   | 150 кВт (204 к. с.)/5700 | 270/ 3000—5000              | 1740       | 210                       | 9,9                     | 11,2                      | 02/97—07/99      |
| E 280 4MATIC T | 210.281          | M 112 E 28 (112.921ME)      | 2799        | V6                   | 150 кВт (204 к. с.)/5700 | 270/ 3000—5000              | 1810       | 217                       | 10,2                    | 11,5                      | 07/99—12/02      |
| E 320 T | 210.265          | M 112 E 32 (112.921ME)      | 3199        | V6                   | 165 кВт (224 к. с.)/5600 | 315/ 3000—4800              | 1670       | 230                       | 8,5                     | 10,6                      | 02/97—07/99      |
| E 320 T | 210.265          | M 112 E 32 (112.921ME)      | 3199        | V6                   | 165 кВт (224 к. с.)/5600 | 315/ 3000—4800              | 1810       | 230                       | 8,7                     | 10,6                      | 07/99—12/02      |
| E 320 4MATIC T | 210.282          | M 112 E 32 (112.921ME)      | 3199        | V6                   | 165 кВт (224 к. с.)/5600 | 315/ 3000—4800              | 1685       | 228                       | 8,8                     | 11,3                      | 06/97—07/99      |
| E 320 4MATIC T | 210.282          | M 112 E 32 (112.921ME)      | 3199        | V6                   | 165 кВт (224 к. с.)/5600 | 315/ 3000—4800              | 1810       | 225                       | 9,2                     | 11,5                      | 07/99—12/02      |
| 8 циліндрів |                  |                             |             |                      |                          |                             |            |                           |                         |                           |                  |
| E 420 T | 210.272          | M 119 E 42 (119.985)        | 4196        | V8                   | 205 кВт (279 к. с.)/5700 | 400/3900                    | 1740       | 245                       | 7                       | 10,6                      | 04/96—09/97      |
| E 50 AMG T | 210.272          | M 119 E 50 (119.985)        | 4973        | V8                   | 255 кВт (347 к. с.)/5750 | 480/ 3750—4250              | 1775       | 250 (обмежена)            | 6,2                     | ?                         | 04/96—09/97      |
| E 60 AMG T | 210.272          | M 119 E 60 (119.985)        | 5956        | V8                   | 280 кВт (381 к. с.)/5500 | 580/3750                    | 1815       | 250 (обмежена)            | 5,6                     | ?                         | 96—98            |
| E 430 T | 210.270          | M 113 E 43 (113.940ME)      | 4266        | V8                   | 205 кВт (279 к. с.)/5750 | 400/ 3000—4000              | 1730       | 243                       | 6,9                     | 12,1                      | 08/97—07/99      |
| E 430 T | 210.270          | M 113 E 43 (113.940ME)      | 4266        | V8                   | 205 кВт (279 к. с.)/5750 | 400/ 3000—4000              | 1770       | 243                       | 6,9                     | 11,4                      | 07/99—12/02      |
| E 430 4MATIC T | 210.283          | M 113 E 43 (113.940ME)      | 4266        | V8                   | 205 кВт (279 к. с.)/5750 | 400/ 3000—4000              | 1860       | 243                       | 7,2                     | 12,9                      | 07/99—12/02      |
| E 55 AMG T | 210.274          | M 113 E 55 (113.980ME)      | 5439        | V8                   | 260 кВт (354 к. с.)/5500 | 530/3000                    | 1810       | 250 (електронно обмежена) | 5,9                     | 12,1                      | 10/97—12/02      |
| E 55 AMG 4MATIC T | 210.283          | M 113 E 55 (113.980ME)      | 5439        | V8                   | 260 кВт (354 к. с.)/5500 | 530/3000                    | 1910       | 250 (електронно обмежена) | 6,1                     | 13,2                      | 07/99—12/02      |
| 1 Ця модель (E 240 T) була доступна лише в Греції, Італії, Португалії, Туреччині, Болгарії, Хорватії, Македонії та Угорщині. Показники продуктивності вказані для стандартної трансмісії. У Бельгії продається версія E 240 T з обмеженою потужністю (120 кВт/163 к. с.) з 1997 по 2000 рік. |                  |                             |             |                      |                          |                             |            |                           |                         |                           |                  |

### Дизельні
| Модель                                                                        | Заводський номер | Двигун (код)                        | Об'єм (cm³) | Конфігурація двигуна | Потужність при об/хв     | Крутний момент Нм при об/хв     | Вага (кг)  | Швидкість (км/год) | Розгін 0—100 км/год (с) | Витрата палива (л/100 км) | Роки виробництва |
| 4 циліндри                                                                    | 4 циліндри       | 4 циліндри                          | 4 циліндри  | 4 циліндри           | 4 циліндри               | 4 циліндри                      | 4 циліндри | 4 циліндри         | 4 циліндри              | 4 циліндри                | 4 циліндри       |
| ----------------------------------------------------------------------------- | ---------------- | ----------------------------------- | ----------- | -------------------- | ------------------------ | ------------------------------- | ---------- | ------------------ | ----------------------- | ------------------------- | ---------------- |
| E 200 Diesel                                                                  | 210.003          | OM 604 D 20 (604.917)               | 1997        | R4                   | 65 кВт (88 к. с.)/5000   | 135/ 2000                       | 1460       | 177                | 17,6                    | 7,6                       | 06/96—07/98      |
| E 200 CDI                                                                     | 210.007          | OM 611 DE 22 LA red. (611.961 red.) | 2151        | R4                   | 75 кВт (102 к. с.)/4200  | 235/ 1500—2600                  | 1540       | 187                | 13,7                    | 6,3                       | 06/98—06/99      |
| E 200 CDI                                                                     | 210.007          | OM 611 DE 22 LA red. (611.961 red.) | 2148        | R4                   | 85 кВт (115 к. с.)/4200  | 250/ 1400—2600                  | 1590       | 199                | 12,5                    | 6,2                       | 07/99—03/02      |
| E 220 Diesel                                                                  | 210.004          | OM 604 D 22 (604.912 EVE)           | 2155        | R4                   | 70 кВт (95 к. с.)/5000   | 150/3100                        | 1460       | 180                | 17                      | 6,6                       | 05/95—07/98      |
| E 220 CDI                                                                     | 210.006          | OM 611 DE 22 LA (611.961)           | 2151        | R4                   | 92 кВт (125 к. с.)/4200  | 300/ 1800—2600                  | 1540       | 200                | 11,2                    | 6,3                       | 06/98—06/99      |
| E 220 CDI                                                                     | 210.006          | OM 611 DE 22 LA (611.961)           | 2148        | R4                   | 105 кВт (143 к. с.)/4200 | 315/ 1800—2600                  | 1590       | 213                | 10,4                    | 6,2                       | 07/99—03/02      |
| 5 циліндрів                                                                   |                  |                                     |             |                      |                          |                                 |            |                    |                         |                           |                  |
| E 250 Diesel                                                                  | 210.010          | OM 605 D 25 (605.912 ERE)           | 2497        | R5                   | 83 кВт (113 к. с.)/5000  | 170/3200                        | 1510       | 193                | 15,3                    | 7                         | 06/95—06/98      |
| E 250 Turbodiesel                                                             | 210.015          | OM 605 D 25 LA (605.962 ERE)        | 2497        | R5                   | 110 кВт (150 к. с.)/4400 | 280/ 1800—3600                  | 1560       | 206                | 10,4                    | 8                         | 04/97—07/99      |
| E 270 CDI                                                                     | 210.016          | OM 612 DE 27 LA (612.961)           | 2685        | R5                   | 125 кВт (170 к. с.)/4200 | 370/ 1600—2800 (400/ 1800—2600) | 1630       | 225                | 9                       | 6,9                       | 07/99—03/02      |
| E 290 Turbodiesel                                                             | 210.017          | OM 602 DE 29 LA (602.982 EVE)       | 2874        | R5                   | 95 кВт (129 к. с.)/4000  | 300/1800                        | 1540       | 195                | 11,5                    | 6,8                       | 02/96—06/99      |
| 6 циліндрів                                                                   |                  |                                     |             |                      |                          |                                 |            |                    |                         |                           |                  |
| E 300 Diesel                                                                  | 210.020          | OM 606 D 30 (606.912 ERE)           | 2996        | R6                   | 100 кВт (136 к. с.)/5000 | 210/2200                        | 1560       | 205                | 12,9                    | 7,4                       | 05/95—04/97      |
| E 300 Turbodiesel                                                             | 210.025          | OM 606 D30 LA (606.962 ERE)         | 2996        | R6                   | 130 кВт (177 к. с.)/4400 | 330/ 1600—3600                  | 1630       | 220                | 8,9                     | 7,9                       | 04/97—06/99      |
| E 320 CDI                                                                     | 210.026          | OM 613 DE 32 LA (613.961)           | 3222        | R6                   | 145 кВт (197 к. с.)/4200 | 470/ 1800—2600                  | 1660       | 230                | 8,3                     | 7,8                       | 07/99—03/02      |
| Характеристики продуктивності вказані з використанням стандартної трансмісії. |                  |                                     |             |                      |                          |                                 |            |                    |                         |                           |                  |

| Модель                                                                        | Заводський номер | Двигун (код)                  | Об'єм (cm³) | Конфігурація двигуна | Потужність при об/хв     | Крутний момент Нм при об/хв     | Вага (кг)  | Швидкість (км/год) | Розгін 0—100 км/год (с) | Витрата палива (л/100 км) | Роки виробництва |
| 4 циліндри                                                                    | 4 циліндри       | 4 циліндри                    | 4 циліндри  | 4 циліндри           | 4 циліндри               | 4 циліндри                      | 4 циліндри | 4 циліндри         | 4 циліндри              | 4 циліндри                | 4 циліндри       |
| ----------------------------------------------------------------------------- | ---------------- | ----------------------------- | ----------- | -------------------- | ------------------------ | ------------------------------- | ---------- | ------------------ | ----------------------- | ------------------------- | ---------------- |
| E 220 CDI T                                                                   | 210.206          | OM 611 DE 22 LA (611.961)     | 2151        | R4                   | 92 кВт (125 к. с.)/4200  | 300/ 1800—2600                  | 1650       | 193                | 11,7                    | 6,7                       | 06/98—06/99      |
| E 220 CDI T                                                                   | 210.206          | OM 611 DE 22 LA (611.961)     | 2148        | R4                   | 105 кВт (143 к. с.)/4200 | 315/ 1800—2600                  | 1690       | 205                | 10,9                    | 6,2                       | 07/99—12/02      |
| 5 циліндрів                                                                   |                  |                               |             |                      |                          |                                 |            |                    |                         |                           |                  |
| E 250 Diesel T                                                                | 210.210          | OM 605 D 25 (605.912 ERE)     | 2497        | R5                   | 83 кВт (113 к. с.)/5000  | 170/3200                        | 1630       | 185                | 16,2                    | 8,6                       | 05/96—06/98      |
| E 250 Turbodiesel T                                                           | 210.215          | OM 605 D 25 LA (605.962 ERE)  | 2497        | R5                   | 110 кВт (150 к. с.)/4400 | 280/ 1800—3600                  | 1680       | 203                | 11,3                    | 8,3                       | 09/97—06/99      |
| E 270 CDI T                                                                   | 210.216          | OM 612 DE 27 LA (612.961)     | 2685        | R5                   | 125 кВт (170 к. с.)/4200 | 370/ 1600—2800 (400/ 1800—2600) | 1730       | 213                | 9,5                     | 7,1                       | 07/99—12/02      |
| E 290 Turbodiesel T                                                           | 210.217          | OM 602 DE 29 LA (602.982 EVE) | 2874        | R5                   | 95 кВт (129 к. с.)/4000  | 300/1800                        | 1650       | 190                | 12,2                    | 7,2                       | 05/96—06/99      |
| 6 циліндрів                                                                   |                  |                               |             |                      |                          |                                 |            |                    |                         |                           |                  |
| E 300 Turbodiesel T                                                           | 210.225          | OM 606 D 30 LA (606.962 ERE)  | 2996        | R6                   | 130 кВт (177 к. с.)/4400 | 330/ 1600—3600                  | 1730       | 215                | 9,4                     | 8,6                       | 04/97—06/99      |
| E 320 CDI T                                                                   | 210.226          | OM 613 DE 32 LA (613.961)     | 3222        | R6                   | 145 кВт (197 к. с.)/4200 | 470/ 1800—2600                  | 1760       | 227                | 8,8                     | 7,9                       | 07/99—12/02      |
| Характеристики продуктивності вказані з використанням стандартної трансмісії. |                  |                               |             |                      |                          |                                 |            |                    |                         |                           |                  |

## Трансмісія
W210 у 1996 році оснащувався 4-ступеневою автоматичною коробкою від W124. У 1997 році Mercedes встановили нову 5-ступеневу трансмісію з електронним управлінням. Ця АКПП вперше з'явилася в 1996 у на V8 W140. На сьогодні ця модель трансмісії (722,6) стоїть на багатьох автомобілях Daimler AG. 4- та 5-східчасті коробки працюють досить стійко, хоча перша служить декілька довше.
Mercedes-Benz також створили масло для КПП, яке має прослужити все життя коробки. Багато власників Mercedes'ів не поділяють думку з приводу терміну життя-трансмісії. Частота заміни масла КПП безпосередньо пов'язана з терміном життя трансмісії. Багато власників та станції ТО рекомендують оновлювати масло кожні 100—180 тис. км.

## AMG версії

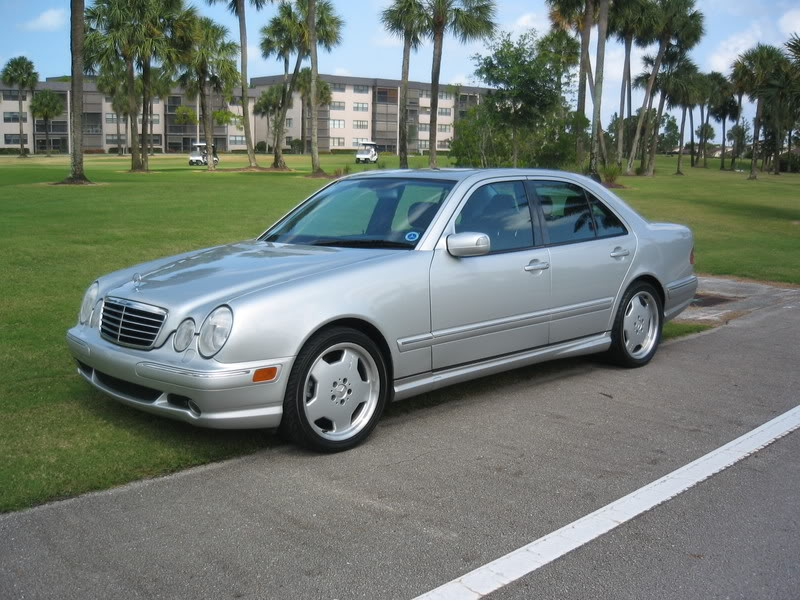
Mercedes-Benz E55 AMG

AMG використовували 4 двигуни в моделях W210.
Перша модель була E36 з 6-циліндровим рядним двигуном M104.995 потужністю 280 к. с., виготовлялась з 1995 по 1996 роки. 

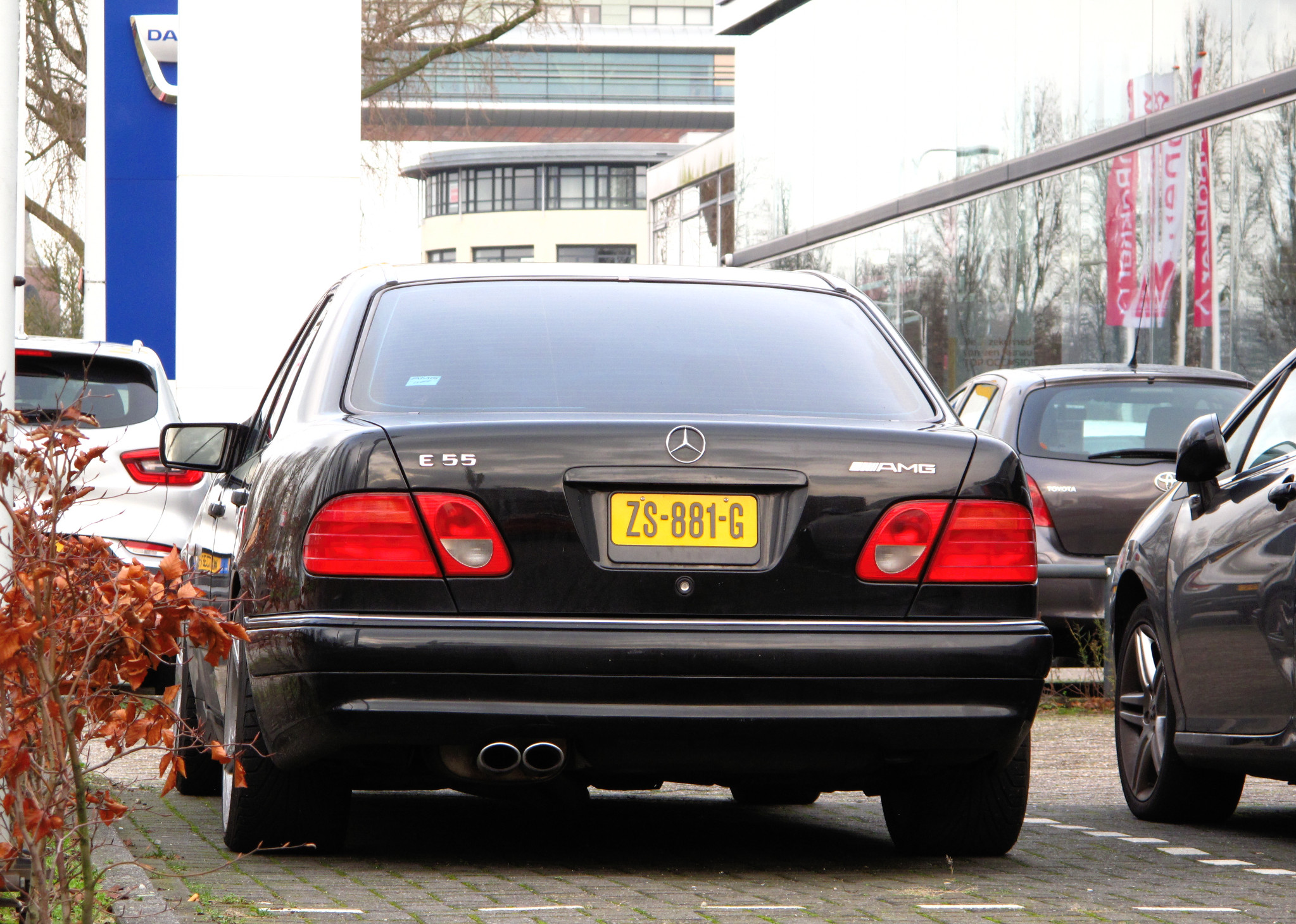
Mercedes-Benz E 55 AMG

Потім з'явилася E50 AMG з 8-циліндровим двигуном M119.985 потужністю 347 к. с., яка продавалася з 1996 по 1997 роки.
У 1998 році з'явилася модель E55 з двигуном M113 в 5,5 літра V8 SOHC 24V з потужністю в 353 
к. с., яка продавалася до 2002 року.
На вершині модельного ряду стояла модель E60 AMG з 6,0-літровим V8 M119 потужністю 381 к. с. (1996—1998).

## Особливості експлуатації
W210 E-клас — надійний і безпечний автомобіль з незначною кількістю механічних проблем. У деяких рідкісних випадках передня пружина через корозію може відірватися, що спричинить за собою повне руйнування передньої підвіски. Повнопривідні моделі не схильні до подібної проблеми. Інші проблеми: іржа на кришці багажника біля замку, іржа на дверних рамках (відкликано), несправність датчика повітря, розплавлені розетки задніх ламп, несправності вентилятора двигуна і погано спроєктовані регулятори задніх вікон.

## Зноски
1. ↑  Mercedes-Benz W210[недоступне посилання з червня 2019]